# インフィニティ・Q60
Q60(キュー・シックスティー)は、日産が製造、インフィニティブランドで販売している自動車である。

## 初代 (2013-2015年)
「インフィニティ・G」も参照

インフィニティが発表した2014年モデル以降の全ラインアップに対する新ネーミング戦略によって、「インフィニティ・G37クーペ」から「インフィニティ・Q60」へと車名が変更された。 

## 2代目 (2016年-2024年)
2015年1月にデトロイト・モーターショーにてコンセプトモデルである「Q60コンセプト」を発表した。
2016年1月にデトロイト・モーターショーにて市販モデルを公開、ジュネーブモーターショーで欧州仕様を発表した後、同年秋に販売を開始した。
2016年8月には北米で、2.0t、2.0t AWD、3.0t(304PS)、3.0t AWD(304PS)の初期モデルが発売された。その後、同年9月にRed Sport 400とRed Sport 400 AWDが発売された。2016年12月に3.0t Sportと3.0t Sport AWDを発売した。欧州モデルは2017年モデルとして2016年10月に発売される予定だった。初期モデルには2.0t、続いて3.0t(405PS)が登場した。
2019年より、インパルが日本国内での並行輸入車の販売を開始した。
エクステリアデザインはダブルアーチと呼ばれるフロントグリルや三日月状のCピラーなどでエモーショナル性を表現、洗練されたデザインを採用した。この再設計後、Q60の空気抵抗係数はわずか0.28で、前後の揚力はゼロになった。これにより、高速走行時や強い横風に煽られた状況でも車両を安定させることができる。これは、エンジンの冷却要件と空力特性のバランスをとるのに役立つ、新開発のアクティブグリルシャッターによるものである。グリルシャッターは、通常時では閉じたままで、より高いパフォーマンスが必要な場合は開く。
Q60には、Pure, Luxe, SportおよびRed Sport 400といったトリムが用意されている。
PureとLuxeのパワートレインには、メルセデス・ベンツ製の2.0L直列4気筒ターボチャージャー付エンジンが2018年モデルまで搭載された。
SportとRed Sport、2019年モデル以降のPureとLuxeには、新開発された「VR30」型直噴3.0LV型6気筒ガソリンツインターボを採用している。3.0Lモデルは最高出力304ps、最大トルク400Nm仕様が基本だが、Red Sport 400のみ最高出力405ps、最大トルク475Nm仕様が用意された。エンジンは全車7速ATと組み合わされ、3.0tにはデュアルATクーラーも装備。6速MTは2代目で廃止された。
Q60 Red Sport 400は、Q60 3.0t(304PS)クーペをベースとしている。フロントに14インチローター、リアに13.8インチローター、対向式2ピストンおよび4ピストンレッドキャリパー、スポーツチューンされたデジタルダイナミックサスペンション、セミアニリンレザー仕様のスポーツシート、アルミニウムアクセントペダルとパドルシフター、ユニークなデュアルブラッシュドサテン仕上げのレッドスポーツ400エキゾーストチップ、専用20インチスポーツアルミホイール(RWDモデル用はスタッガード)、トランクフェンダーとフロントフェンダーのクローム仕上げのレッド「S」エクステリアスポーツバッジが含まれる。
また、Q60は多くの新技術と安全機能も備えている。2018年モデルのプロアシストパッケージは、前方衝突予測警告、歩行者検知機能付き前方緊急ブレーキ、ブラインドスポットワーニング、移動物体検知機能付きアラウンドビューモニター、フロントおよびリアパーキングセンサー、レインセンシングワイパー、リアクロストラフィックアラート付きバックアップ衝突介入で構成されている。プロアクティブパッケージには、フルスピードレンジのインテリジェントクルーズコントロール、アクティブレーンコントロールによる車線逸脱警報と車線逸脱防止、ブラインドスポットインターベンション、車間距離制御アシスト、プラズマクラスターとグレープポリフェノールフィルターを備えた高度なクライメートコントロールシステム、ハイビームアシスト付きオートレベリングアダプティブフロントライティングシステム、フロントシートプリクラッシュシートベルト、ダイレクトアダプティブステアリングが追加されている。

### Neiman Marcus Edition
2017年、インフィニティは米国向けに、Q60 Red Sport 400をベースにした50台限定のQ60 Neiman Marcus Editionを発表した。ボディカラーのソーラーマイカ(ゴールデンベージュ)、カーボンファイバー製ミラーハウジング、リアスポイラー、ホワイトセミアニリンレザーインテリア、ブラッシュドアルミニウムトリム、カスタムAUTODROMOウィークエンダーバッグ、車のVINをあしらった特別なコンパートメントのパーソナライズされたプレート、ニーマン・マーカスのグラフィックをあしらったプレミアム・カバリング・カーカバーが特徴的だった。
2017年2月11日に発売された。

### Project Black S
Project Black Sは、ルノースポール・フォーミュラ1チームと共同開発したデュアルハイブリッドQ60のコンセプトカーである。2017年ジュネーブモーターショーで初披露された。デュアルモーター/ジェネレーターユニットとバッテリーパックを備えたF1にインスパイアされたエネルギー回生システムを備えている。エンジン出力の仕様は明らかにされていないが、Red Sport 400のエンジンを搭載する見込みだった。最初のモータートラクションモーター/ジェネレーターマウントは、トランスミッションの終端に取り付けられており、後輪に直接動力を供給する。2つ目のモーター/ジェネレーターはターボチャージャーに取り付けられており、エンジン回転数が低い場合のターボラグをなくすために瞬時にスプールアップするのに役立つ。高回転域になると、排気がタービンを流れ、ラグがなくなると、少量の電気を吸い上げてバッテリーに送ることで発電機として機能する。V6エンジンと2基の電気モーターで500hpの出力を見込んでいた。また、ブレーキ・バイ・ワイヤも搭載されるが、物議を醸したRed Sportのステアリング・バイ・ワイヤ・システムを捨て、モーター駆動のユニットを採用する。
また、センターマウントのチタン製ツインエキゾーストシステムと軽量な21インチ鍛造ホイールを245/35R21ピレリP Zeroに装着している。加えてリアのダウンフォースを大幅に増加させるために、フロントバンパーを縁取るレースにインスパイアされた新しいフロントベント、リアディフューザーとウィングを備える。
Car Adviceのインタビューで、インフィニティの製品戦略およびモータースポーツ担当ディレクターであるトンマーゾ・ヴォルペは、プロトタイプの発表までのカウントダウンが始まっていることを明らかにした。彼によると、いくつかの主要サプライヤーが、電気モーターなどの重要な部品や、V6ツインターボエンジンのその他の主要部品の納入を数週間後に控えているとのことである。Project Black Sのアップデート版は、2018年のパリモーターショーで発表された。フロントバンパー、タイヤ、スポイラーにイエローのアクセントを新たに採用し、ホイールやボンネットを刷新した。インフィニティは、パリモーターショーでもエンジンの詳細を発表すると予想されていた。しかし、インフィニティは2021年3月にプロジェクトが取り消しになったことを確認した。

### 生産
Q60は栃木県の日産工場で、輸出車専用ラインで生産された。2019年、インフィニティはQ50スポーツセダンやQ60スポーツクーペなどを、スペースポート・アメリカの砂漠のテストトラックでテストしていた。

### 販売台数
| 販売年 | アメリカ | カナダ |
| ------ | -------- | ------ |
| 2016   | 3,970    | 422    |
| 2017   | 10,751   | 1,118  |
| 2018   | 9,071    | 848    |
| 2019   | 5,043    | 522    |
| 2020   | 2,792    | 258    |
| 2021   | 2,728    | 307    |
| 2022   | 1,847    | 180    |

## ギャラリー

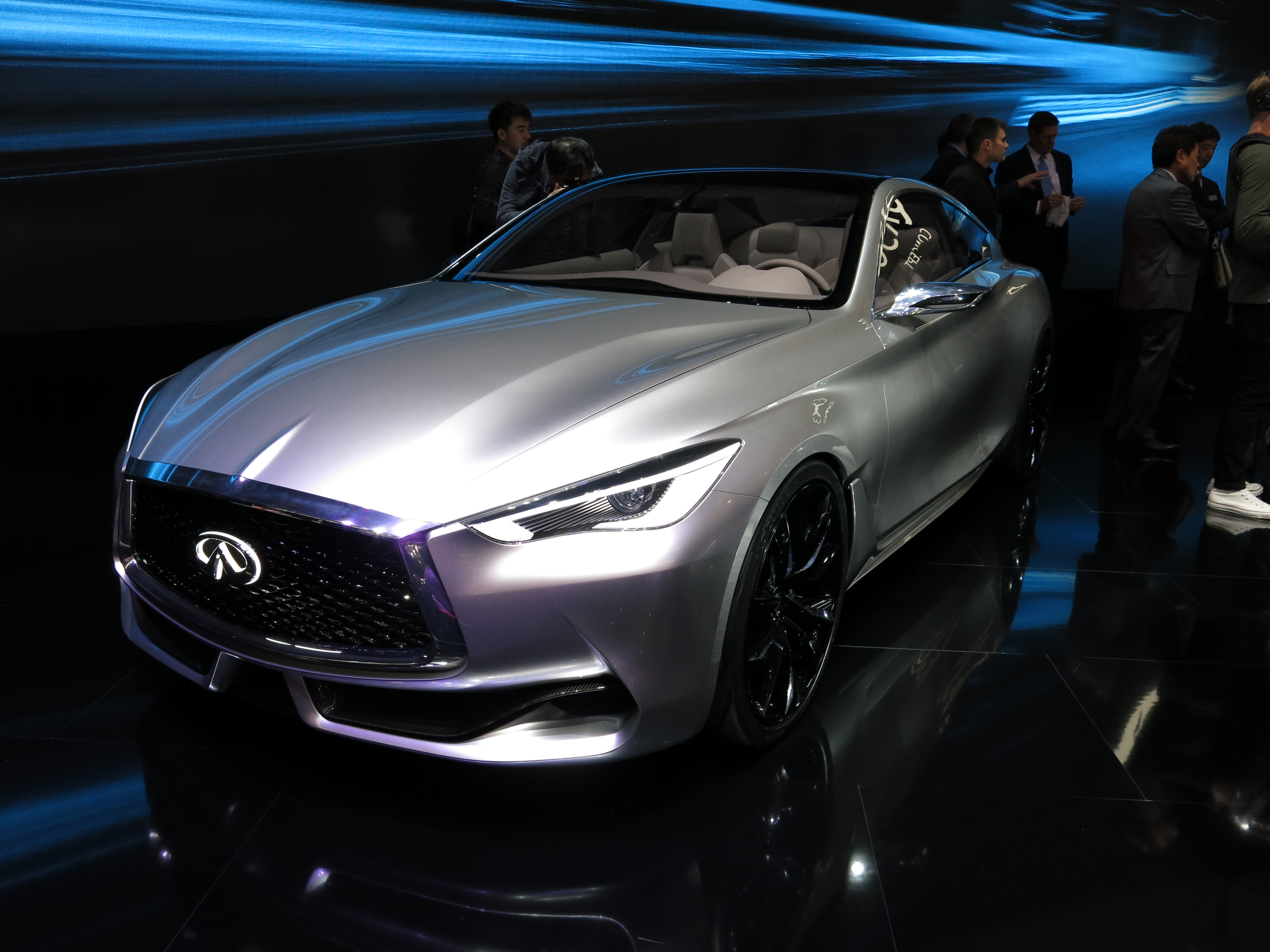
インフィニティ・Q60コンセプト（フロント）
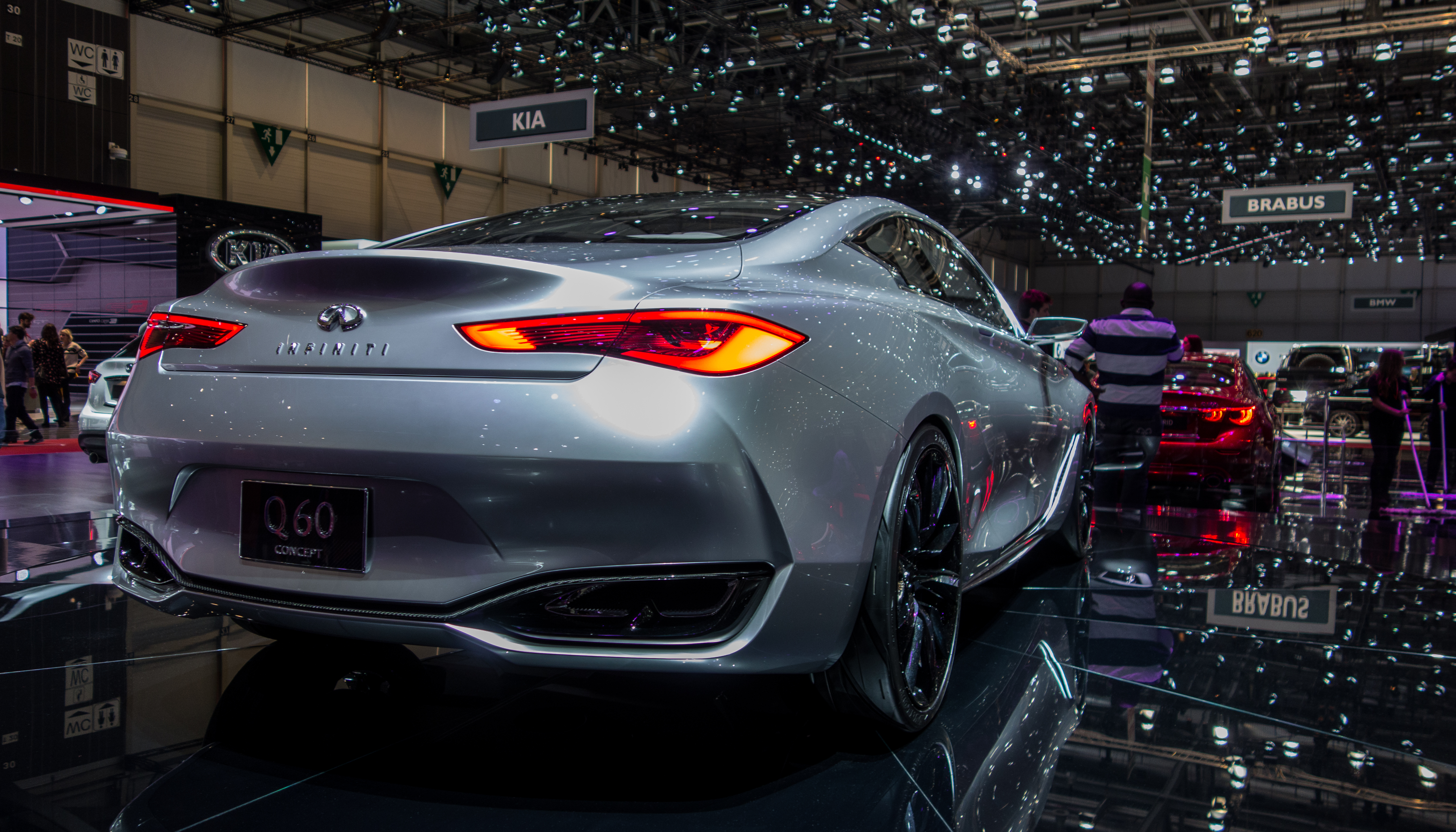
インフィニティ・Q60コンセプト（リア）
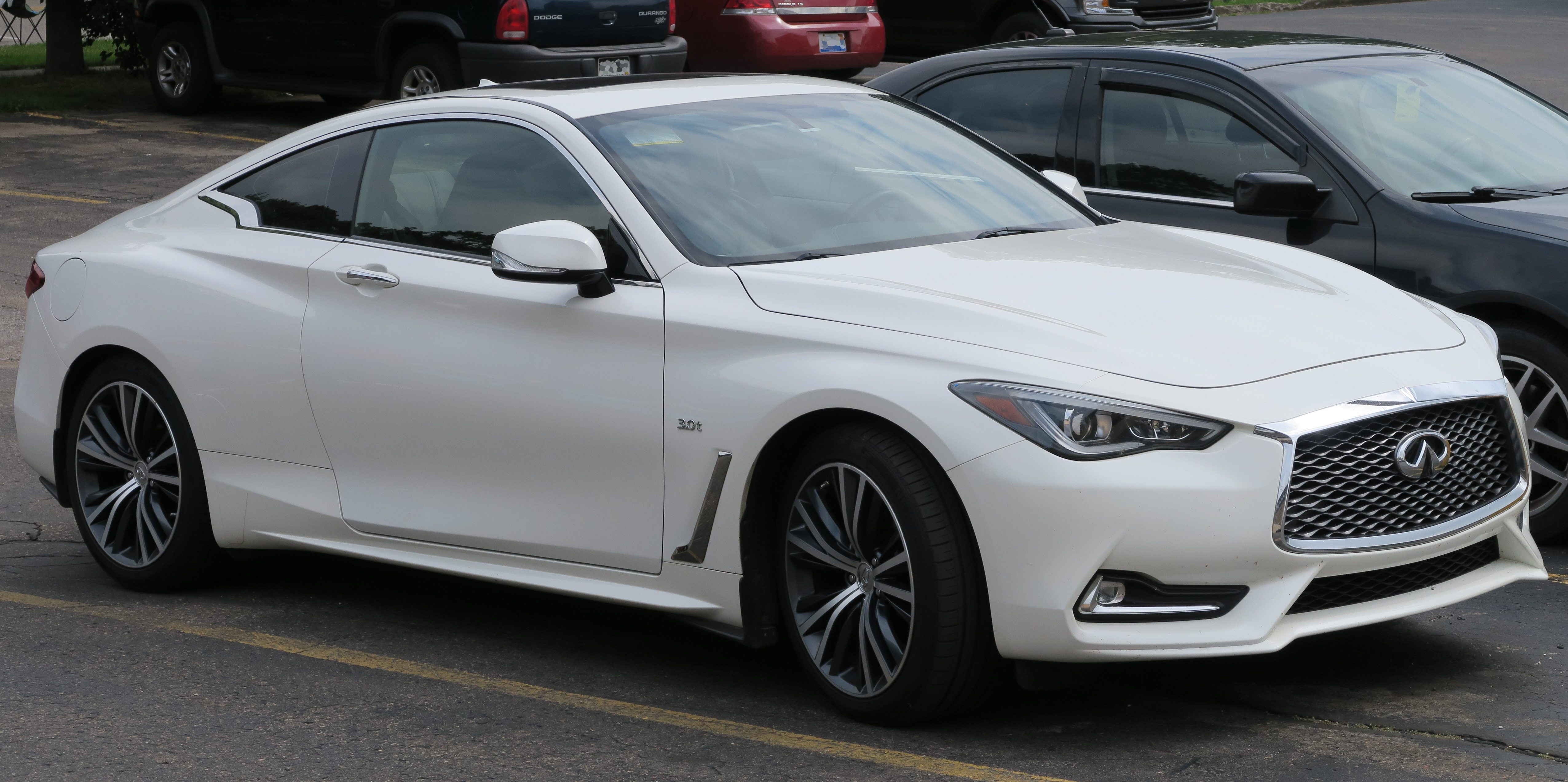
2018年モデル 3.0t Luxe（フロント）
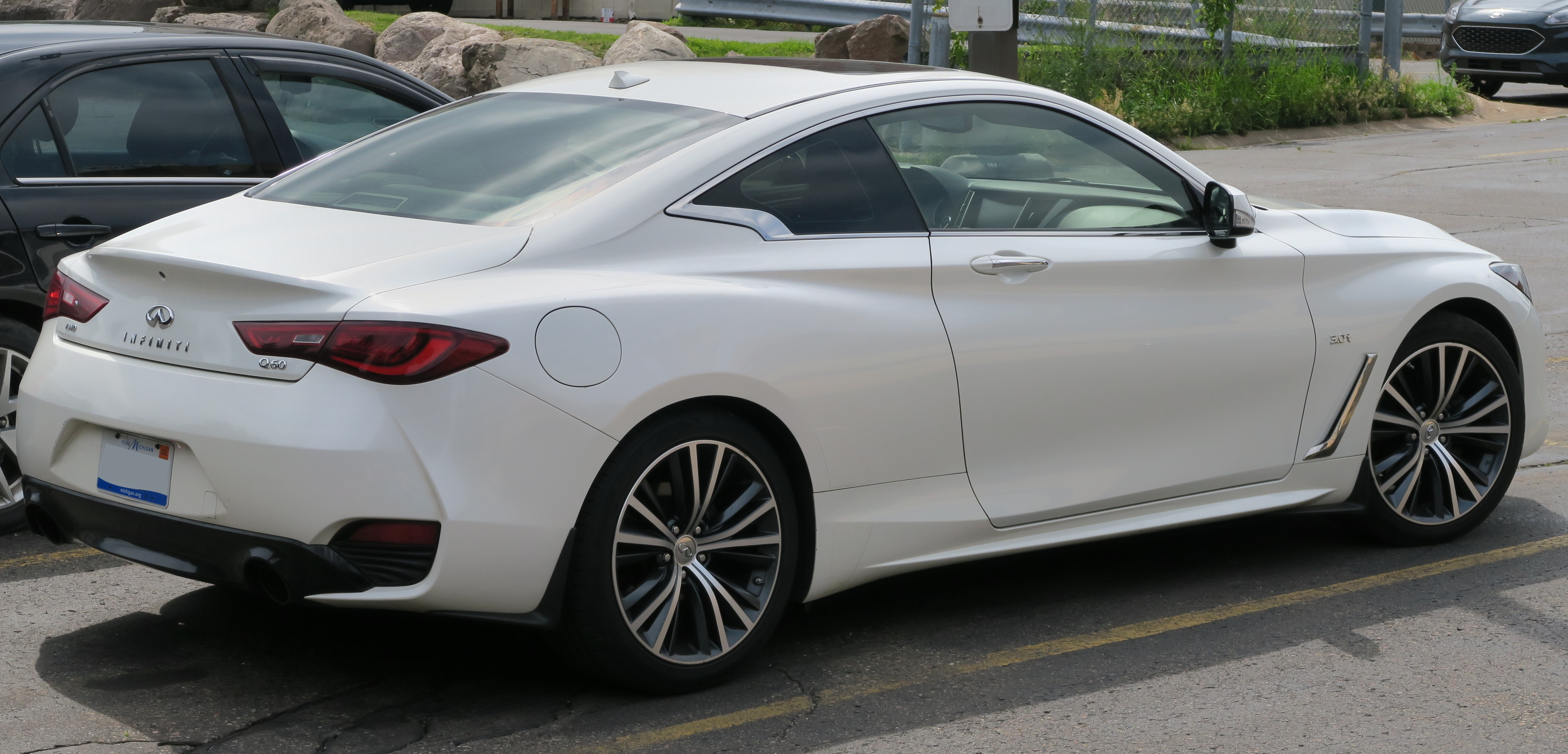
2018年モデル 3.0t Luxe（リア）
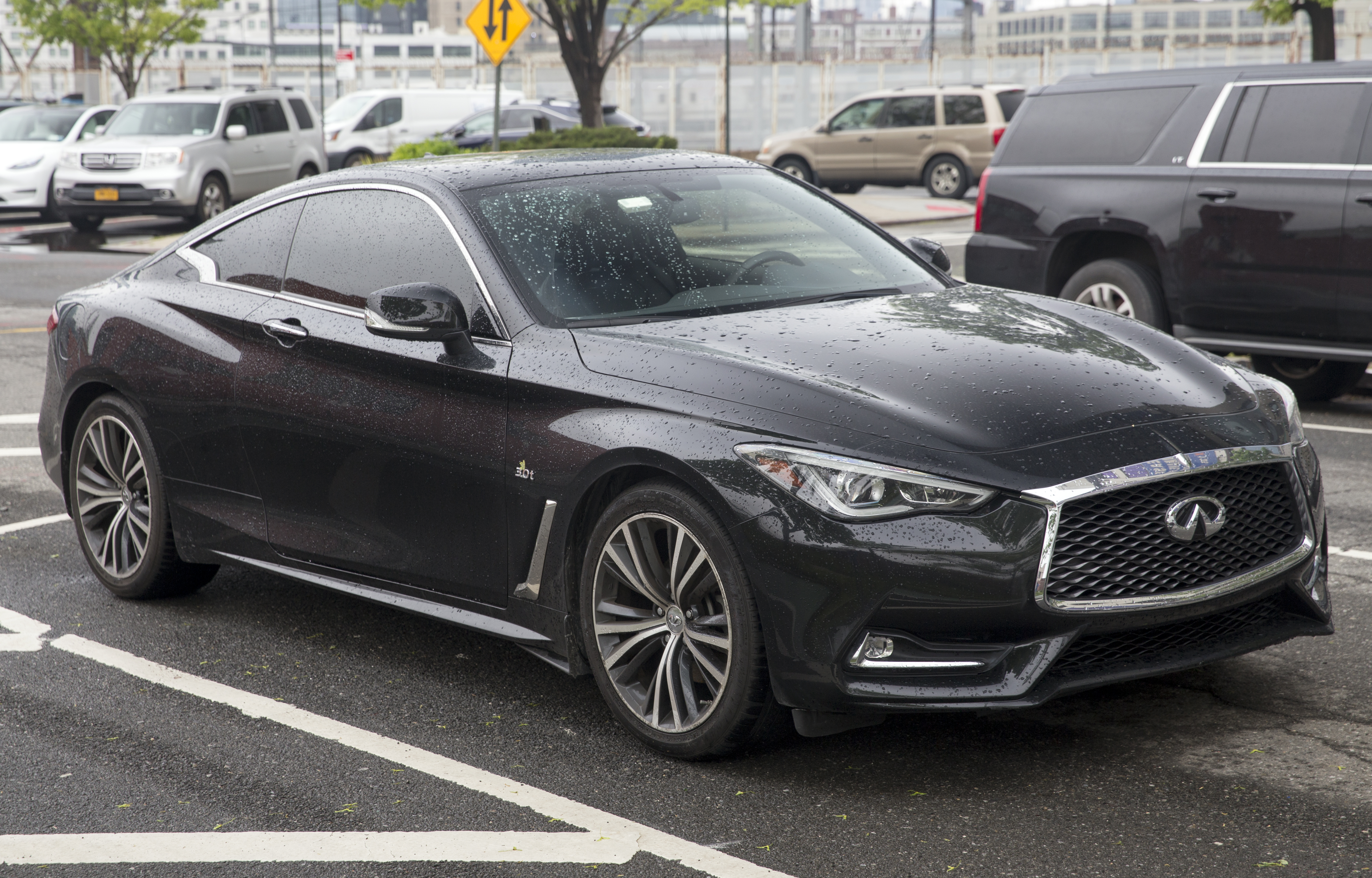
2018年モデル 3.0t Sport AWD（フロント）
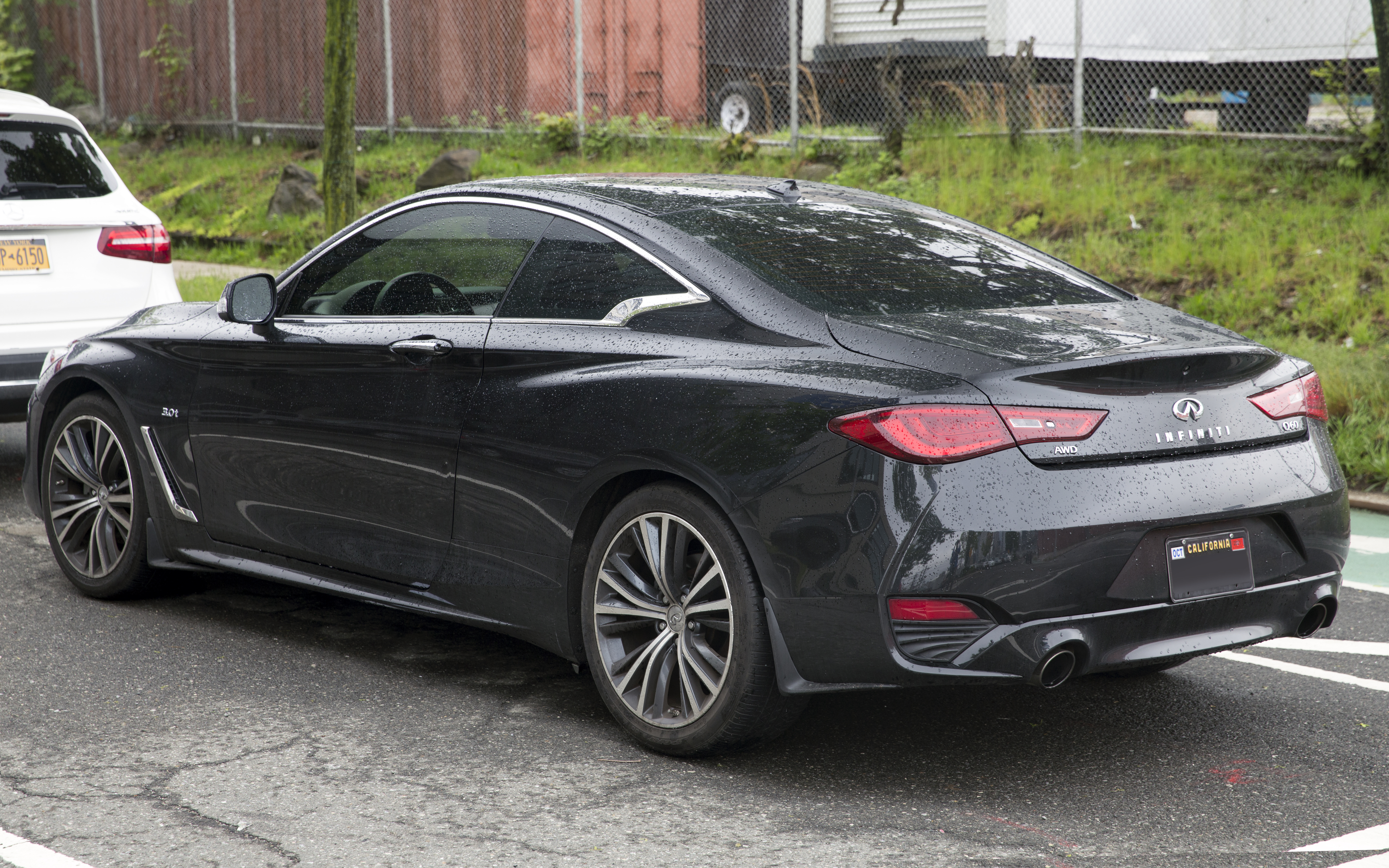
2018年モデル 3.0t Sport AWD（リア）